# الکساندر موسیینکو
الکساندر موسیینکو (اوکراینی: Олександр Олександрович Мусієнко؛ زادهٔ ۷ آوریل ۱۹۸۷) بازیکن فوتبال اهل اوکراین است.
از باشگاه‌هایی که در آن بازی کرده‌است می‌توان به باشگاه فوتبال اوبولون-برووار کیف، باشگاه فوتبال متالورگ دونتسک، باشگاه فوتبال والتا، باشگاه فوتبال چورنومورتس اودسا، و باشگاه فوتبال استال کامیانسکه اشاره کرد.